# 新野町
新野町（あらたのちょう）は、徳島県那賀郡にあった町。現在の阿南市新野町にあたる。本項では町制前の名称である新野村（あらたのそん）についても述べる。

## 地理
- 山岳 ： 矢筈山、後世山
- 河川 ： 桑野川

## 歴史
- 1889年（明治22年）10月1日 - 町村制の施行により、豊田村・荒田野村・廿枝村および下福井村の一部の区域をもって新野村が発足。
- 1915年（大正4年）11月10日 - 新野村が町制施行して新野町となる。
- 1955年（昭和30年）3月26日 - 橘町・福井村・椿町と合併し、改めて橘町が発足。同日新野町廃止。

## 交通

### 鉄道路線
- 日本国有鉄道
  - 牟岐線
    - 新野駅

## 関連文献
- 『徳島県那賀郡新野町史』徳島県新野町、1926年。NDLJP:1020280。